# زهك
زهك (بالفارسية: زهک) هي مدينة تقع في إيران في قسم. يقدر عدد سكانها بـ 11,180 نسمة .